# Oligoenoplus albofasciatus
Oligoenoplus albofasciatus là một loài bọ cánh cứng trong họ Cerambycidae.